# Dolni Okol
Dolni Okol (Bulgaars: Долни Окол) is een dorp in het westen van Bulgarije. Het dorp is gelegen in de gemeente Samokov in de oblast Sofia. De afstand tot Sofia is hemelsbreed 27 km. 

## Bevolking
Het dorp telde in december 2019 135 inwoners, een daling vergeleken met het maximum van 965 in 1946.
|  |

Van de 144 inwoners reageerden er slechts 27 op de optionele volkstelling van 2011. Alle 27 respondenten identificeerden zichzelf als etnische Bulgaren (100%).
| Etniciteit   | Aantal | %    |
| ------------ | ------ | ---- |
| Bulgaren     | 27     | 100% |
| Turken       | ...    | ...  |
| Roma         | ...    | ...  |
| Overig       | ...    | ...  |
| Respondenten | 27     |      |

## Afbeeldingen

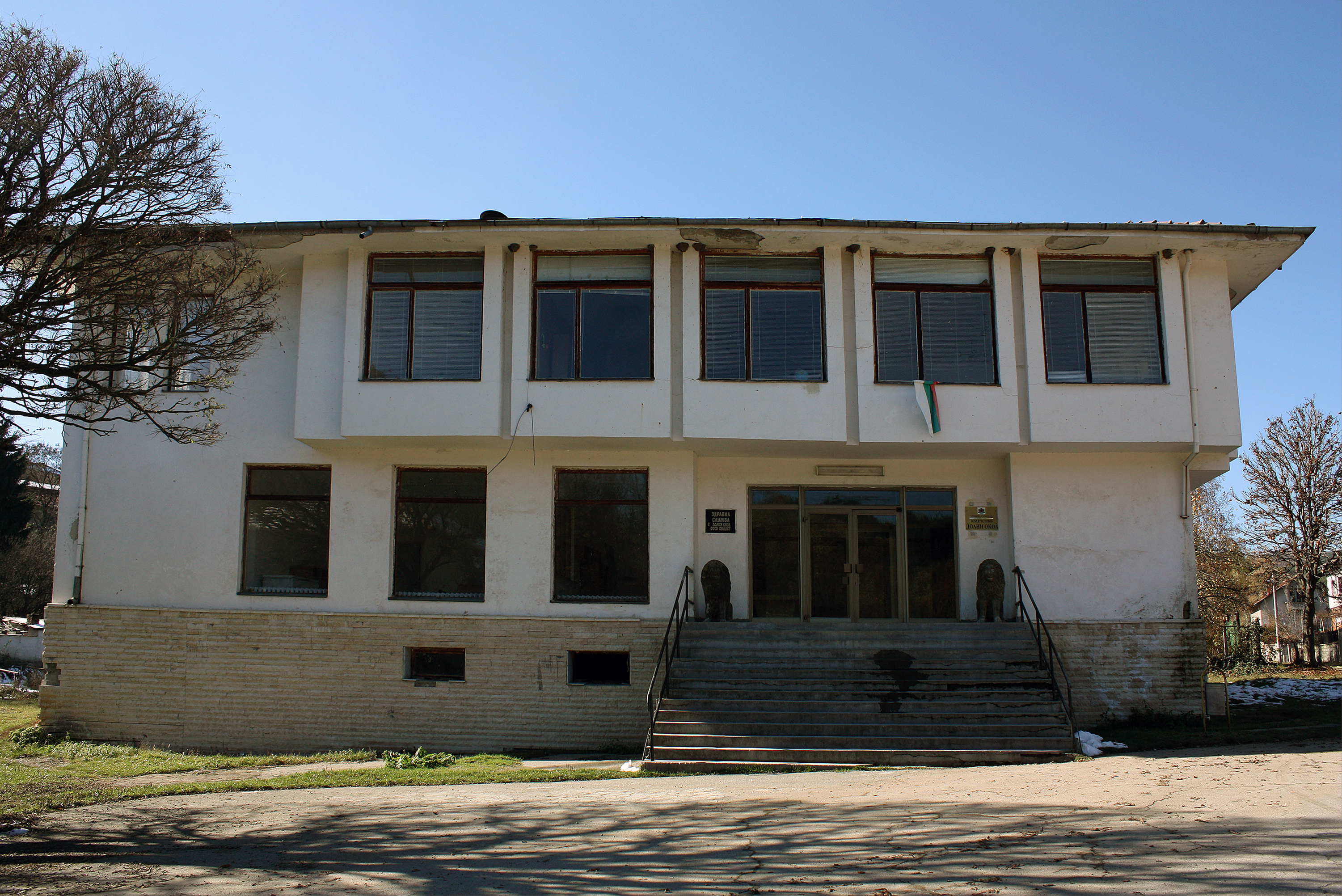
Het gemeenschapscentrum
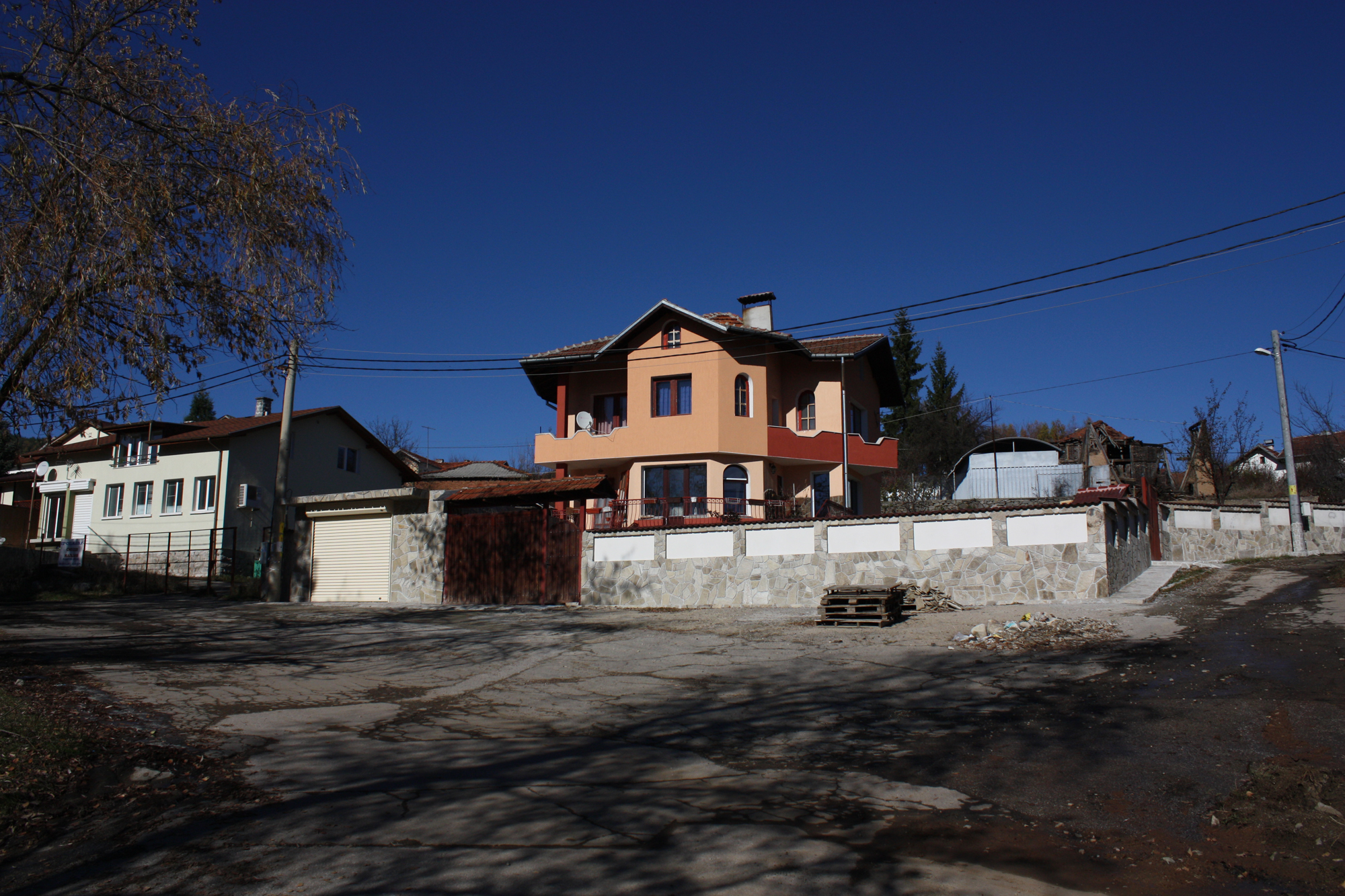
De laaggelegen wijk
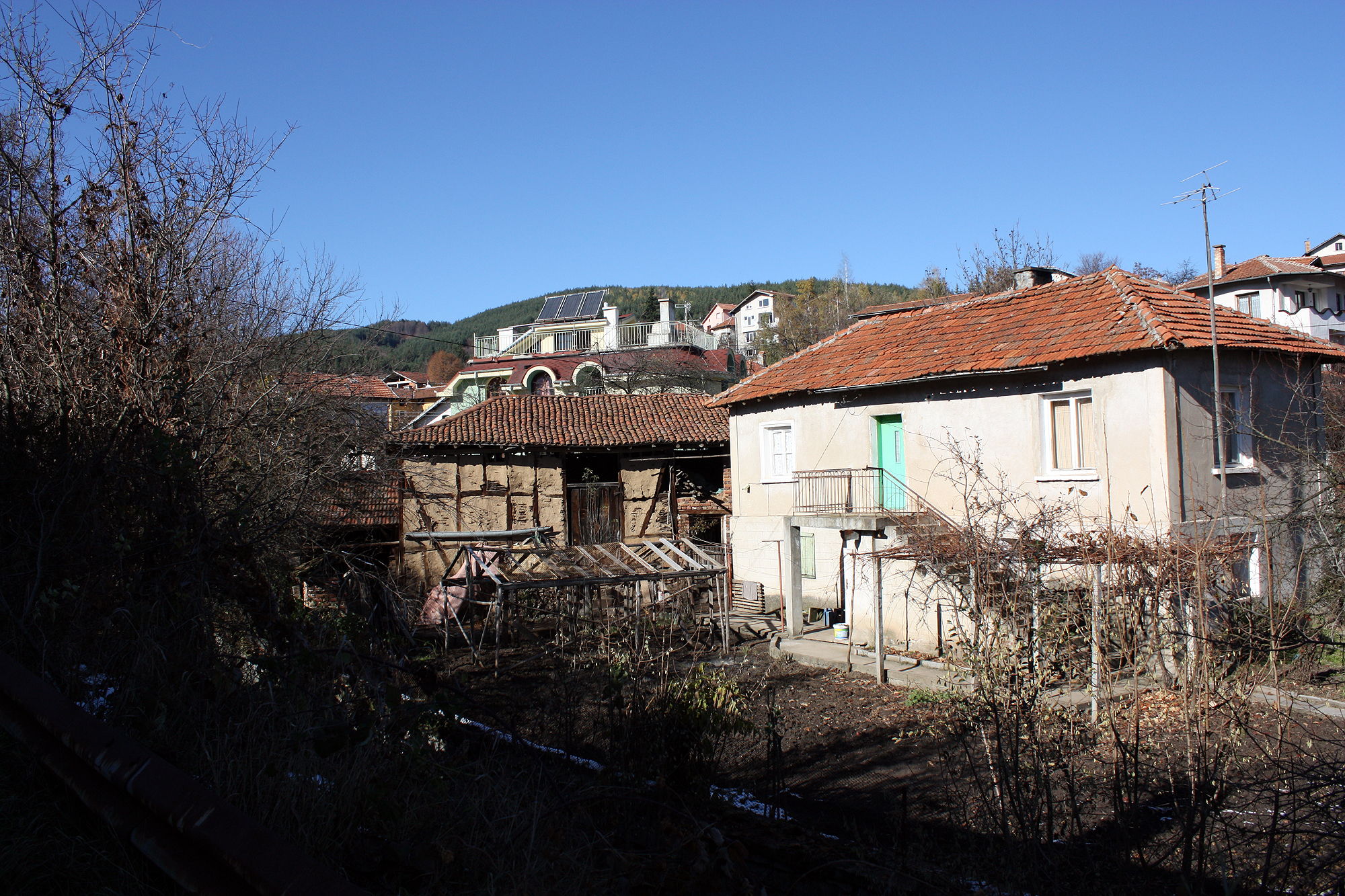
De hooggelegen wijk

Alino · Beltsjin · Beltsjinski Bani · Beli Iskar · Dolni Okol · Dospej · Dragoesjinovo · Goetsal · Gorni Okol · Govedartsi · Jarebkovitsa · Jarlovo · Klisoera · Kovatsjevtsi · Lisets · Madzjare · Mala Tsarkva · Maritsa · Novo Selo · Popovjane · Prodanovtsi · Radoeil · Rajovo · Relovo · Sjipotsjane · Sjiroki Dol · Samokov · Zlokoetsjene